# Peperomia armstrongii
Peperomia armstrongii är en pepparväxtart som beskrevs av Villa Carenzo. Peperomia armstrongii ingår i släktet peperomior, och familjen pepparväxter. Inga underarter finns listade i Catalogue of Life.